# Уфа (река)
Уфа је река у Чељабинској и Свердловској области у аутономној републици Башкортостану у Русији. Извире у подручју средњег Урала и после 918 km, као десна притока улива се у Белају.
УФа је залеђена од новембра до априла. Пловна је од ушћа реке Тјуј. Исоришћује се за добивање електричне енергије. У Уфе налазе се лежишта нафте.
Највеће притоке су (узбрдо) Уса, Jурјузањ, Тјуj, Аj, Бисерт, Серга.